# Skiljetjärnen
Skiljetjärnen är en sjö i Uddevalla kommun i Bohuslän och ingår i Bäveåns huvudavrinningsområde.